# 112798 Kelindsey
112798 Kelindsey è un asteroide della fascia principale. Scoperto nel 2002, presenta un'orbita caratterizzata da un semiasse maggiore pari a 2,9501666 UA e da un'eccentricità di 0,0401024, inclinata di 1,95245° rispetto all'eclittica.